# Biokovo
Az Biokovo egy tengerparti hegység Horvátországban, Dalmácia területén. A Dinári-hegység része. 

## Fekvése
A Biokovo-hegység a horvátországi Split-Dalmácia megyében található, Közép-Dalmácia tengerpartja mentén, a dalmát Zagora és a part között húzódik. A hegység a nyugati Dubci-hágótól a keleti Gornji Igrane feletti Sarnač-hágóig és északra a Župa feletti Turija-hágótól délen a Makarska-félszigeten fekvő Osejaváig terjed. A tágabb értelemben vett Biokovo-hegységet gyakran a keleti Rilić és Sutvid hegység egészével, másrészt pedig a šibeniki Vrgorsko gorje, a Sveti Mihovil és a Matokit hegygerincével együtt tartják számon.

## Éghajlata
A Biokovo éghajlata a földrajzi szélességnek, a Dinári-hegységben elfoglalt helyzetének, geológiai összetételének, domborzatának, magasságának, a domborzat a légáramlatoknak való kitettségének, a növényzetnek és a hegy mikroklimatikus jellemzőire gyakorolt egyéb helyi hatásoknak köszönhető. Biokovo két éghajlatnak a mediterránnak és a kontinentálisnak a határán található, tehát ez határozza meg sajátos éghajlatát. A tengerről származó légtömegek a hegység parti oldalain keresztül a gerincen és hegycsúcsok felett hatolnak át. Az északi csúcsok távoltartják a hideg tömegek behatolását a szárazföldi hátországból, de a mediterrán áramlatokat is feltartják a belső területek felé. A hegyekből és a tengerből származó légtömegek a Biokovón ütköznek össze, ezért a különböző légtömegek összecsapása gyakori időjárási változásokat okoz, amelyek ősszel esőhöz, télen pedig havazáshoz vezetnek, amely még tavasszal is tart. Az erdő a csapadék, a szél és a hő szabályozójaként működik. Ki kell emelni az éghajlati jellemzőket, a hő beáramlásokat, a lejtőkön érkező függőleges áramlatokat és a ventilátor típusú szelet. Mindez hozzájárul az éghajlat sokféleségéhez.

## Nevének eredete
A Biokovo neve a történelem során többször változott. A név megváltoztatása az egyes kultúráktól függött, amelyek körülvették. A hegységnek adott számos név közül ma hármat ismerünk, amelyeket az évszázadok során a görög, a latin és a horvát kultúra hozott létre. Ezek a nevek az Adrion, a Mons Slavorum és a Biokovo.
A görög „Adrion” kifejezés a Biokovo-hegység legrégebbi ismert neve, amelyet Sztrabón görög geográfus jegyzett fel a kisázsiai Pontusban, Amasya városában (i. e. 63 és i. e. 19. között). A második nevet ezer évvel később, a latin kultúra hozta létre azzal, hogy a hegységet „Mons Slavorum”nak nevezte, ami szláv hegyet jelent. A hegység harmadik neve, amelyet a horvátok adtak neki, először 1382-ben bukkan fel I. Tvrtko bosnyák király oklevelében. A dokumentumot nem az eredeti, csak átiratos formában, olasz fordításban őrzik, így a hegy első említése horvát írással csak Pavle Šilobadović atya 1666-os „Libretin” krónikájában jelenik meg. A mai „Biokovo” nevet valószínűleg a hegy fehérségéről (bil, bilak, Bilkovo, Biokovo) kapta, ami nem szokatlan, ha tudjuk, hogy az év nagy részében rengeteg hó van ebben a hegységben.

## Leírása
A hegység legmagasabb csúcsa az 1762 méter magas Sveti Jure, amelyen tévéadó van, és amelyre a 23 km hosszú ún. Biokovo út vezet fel. A Biokovo a horvát tengerpart legmagasabb parti hegysége, déli irányban az Adria mentén csak az Orjen magasabb nála (1894 m), míg az északi Velebit hegység hosszabb, de alacsonyabb (1758 m).
Sveti Juréról fantasztikus kilátás nyílik a makarskai tengerpartra, a szigetekre és a hegység alatti Zabiokovljére. A nyári szezonban a csúcs vonzó turisztikai helyszín. A tengerszint feletti magasságnak és annak a ténynek köszönhetően, hogy a mediterrán és a kontinentális éghajlat találkozásánál helyezkedik el a Szveti Jure éves átlagos hőmérséklete 4 ° C körül mozog, és az év nagy részében megmarad a hó. Ez az egyik leghidegebb hely Horvátországban. A legtetején, ahova a bemenet tilos, van egy rádió- és televízióadó, amelyet 1965-ben épített az akkori Zágrábi Televízió. Az építkezés igényei szerint egy utat építettek hozzá, amelyet 1978-ban aszfaltoztak le. Az adó 90 méter magas, teteje Horvátország legmagasabb pontja, 1850 méteres magassággal.
A Sveti Jurén található egy azonos titulusú templom, amelyet 1968-ban építettek nem messze a régi templomtól, és amelyet egy adó építése miatt lebontottak. A templomban az ünnepi szentmisét július hó utolsó szombatján tartják gyakorlati okokból, mivel azon naptári napon, amikor a védőszent ünnepe van, akiről ezt a csúcsot elnevezték április 24-re esik. Ekkor még itt nagyon hideg van, a hó és az időjárás miatt a templom gyakran nem érhető el. Az időjárási körülmények is változékonyak. Gyakoriak a viharok, a felhős, csapadékos idő és rendkívül nagy a villámcsapás lehetősége. Ezért az ünneplést a nyár közepére halasztották. Ekkor a legtöbb primorjei és zagorai hívő gyalog érkezik fel ide. A tetején található „Pod Svetim Jurom” hegyi menedékház, a Biokovo Nemzeti Park tulajdonában van.
A hegység további csúcsai: 
- A Troglav (1658 m), mely a Biokovo második legmagasabb csúcsa. A Sveti Jurétól délnyugatra emelkedik. Télen meredek havas lejtői miatt hasonlít az Alpokra. A Biokovo úton vagy gyalog érhető el.
- A Sveti Ilija (1642 m) Bast falucska felett, Baška Voda községben található. A rajta lévő templomot felújították. A déli (tengerparti) oldalon enyhébb lejtő található, míg a többi oldal meglehetősen meredek. A Sveti Ilija tövében egy azonos nevű alagúttal törték át a hegyet, amely összeköti Zagvozdot Baška Vodával.
- A Šćirovac (1619 m) Bast és Zaveterje Brela falu között található. Gyönyörű kilátás nyílik a Cetina-szurdokra és a Zagorára.
- A Kimet (1536 m) Sveti Jurétól délkeletre emelkedik. Erről a csúcsról Kamešnica és Velež, majd Pelješac, Korčula, Mljet és Lastovo látható, míg Makarska tengerpartja nem látszik a szikláktól.
- A Veliki Šibenik (1466 m) Veliko Brdotól, Makarska külvárosától mintegy 4 órás sétára emelkedik. A teteje feketefenyő erdővel van benőve.
- A Vošac (1421 m) a leghíresebb Makarska feletti csúcs. Vošac felől nyílik egyik legszebb kilátás a Makarskai riviérára és a szomszédos fennsíkra.
- A Sutvid (vagy Sveti Vid, 1332 m) és a Sveti Roko (1228 m) közös hegygerincet alkotnak, és a csúcsok egymástól körülbelül 800 m-re, a biokovskai plébániától körülbelül 3 órás sétára találhatók. Van egy azonos nevű templom Sveti Rokon, amelyben minden augusztus 16-án ha szombat van, ha nem ez az időpontot követő első szombaton misét tartanak a szent tiszteletére.
- A Bukovac (1262 m) az egyik kisebb csúcs Brela felett. Emelkedőin sok zerge és vaddisznó található. Körülbelül 1000 méterre tőle van egy vadász- és hegymászó ház, felülről pedig kilátás nyílik az omiši- és makarskai tengerpartra.

A Biokovo domborzatát a karsztjelenségek, különösen a víznyelők uralják. Néhányuk rendkívül mély, akár 100 métert is meghaladja. Közülük néhány beomlott, míg mások mély gödrökben folytatódnak. A felszíni karsztnak ezt a sajátos formáját retikulált (hálózatos) karsztnak nevezzük. A tenger felé Biokovo meredek csupasz hegyoldal formájában ereszkedik le, amely alatt zöld partmenti övezet található.
Az egyedülálló természeti szépségek, valamint az endemikus növény- és állatvilág sajátosságai miatt a Biokovót 1981-ben Natúrparknak nyilvánították, 1998-ban pedig megalapították a Biokovo Nemzeti Parkot. A Biokovón a természet szokatlan kontrasztokat teremtett, ahol a kis területen csoportosuló meredek sziklák alig két-három kilométerre vannak a tengerparttól. A Biokovo főgerince hullámos kőfennsík, számos karsztlyukkal (süppedékkel). A karbonátos kőzetben, a karsztban a víz felszín alatti keringése szakadékokat, barlangokat, gleccsereket, mélyedéseket, víznyelőket alakított ki.
A Biokovo túrázásra alkalmas hegység. Bár a turista számára úgy tűnik, hogy a makarskai partvidék magas sziklái csak az alpinisták számára hozzáférhetők, ma is számos évszázados ösvényt használnak a hegymászók és a turisták. A legvonzóbb csúcsok 3-4 órás gyaloglást igényelnek, a jutalom pedig a sok szép kilátó, ahonnan gyönyörű kilátás nyílik Dalmácia legnagyobb részére Splittől egészen a Neretváig, valamint Hvar, Brac, Korcula Vis, Mljet és a Peljesac-félsziget szigeteire. A Sv. Juréról tiszta napokon távcsővel a 252 km-re fekvő, az olasz tengerparton található Monte Gargano-félszigetet, a bora utáni tiszta napokon pedig az Apenninek legmagasabb csúcsait, Gran Sassót és Majellát is lehet látni.

## Vizei
A hegység vízrajzi jellemzőit a karsztos kőzetek határozzák meg. A hegység vizei a mezozoikumi mészkövekben képződnek, amelyek vízáteresztőek. Miután az eső a mészkőre esik, a víz részben elnyelődik, részben elfolyik, részben elpárolog. A föld alatt összegyűlő, lefolyó víz egy vízhatlan vagy rosszul áteresztő flis gáttal találkozik. Ezért a krétakori mészkő és az eocén flis találkozásánál a makarskai part mentén, számos forrás található, amelyek egy része patakok formájában folyik a tenger felé. Ezek a források és vízfolyások a Biokovo-olvadás idején nagyobb mennyiségben fordulnak elő, míg néhányuk nyáron kiszárad.
Amikor a mészkő és a flis a tengerfenéken kerül érintkezésbe édesvízforrások formájában tör fel a tengerfenéken. Ez a karszt-hidrográfiai jelenség különösen a tenger felszínén figyelhető meg ősszel, télen és tavasszal. Az Adriai-tenger egyik legnagyobb és leghíresebb forrása Pisko és Brela között a „Vruja” nevű helyen található. Ez a jelenség a Dubci-hágóról (288 m) figyelhető meg, ahol a Biokovo sziklái meredeken zuhannak a tengerbe. A makarskai part mentén még több forrás is található Podgora és Drašnice - Mala Vrulja és Klokun, valamint a Gradac közelében lévő Žrnovnica-öböl között.

## Növényvilág
A Biokovo flórája nagyon változatos, a karsztos felszínen 2274 különböző növényfaj nő. A csúcsok területén, leginkább a hegygerinceken a növényzetet sziklakerti növények és a védett mélyedésekben növő bükkösök jelentik. Itt, különböző magasságokban, a meditarrántól az alpesi növényekig a vegetáció különféle formáit találhatjuk meg. Jelentősek a spontán növekvő dalmát fenyő, a biokovói fekete fenyő és a bükk erdőtartalékai. A hegy partfelőli lejtői a biokovoi endémiák fő élőhelyei, ahol a biokovoi harangvirág (Edraianthus pumilio), a Centaurea cuspidata, valamint a Cerinthe tristis stb. nőnek. Nagy az ökológiai kontraszt a Biokovo parti övezetében a hegy és a tengerpart között, melyet a megművelt táj ural és amelyen települések alakultak ki, ahol olajfaligetek, szőlőültetvények és aleppói fenyvesek nőnek.

## Állatvilág
A Biokovo állatvilága is változatos, különösen a földalatti barlangok faunája. A hegy farkasoknak és vaddisznóknak ad otthont, az újabb látványosságok pedig a muflonok és a zergék, amelyeket 1964-ben újra telepítettek és gyorsan, könnyen alkalmazkodtak a karsztos tájhoz. Néhány veszélyeztetett ragadozó, például sas és sólyom is fészkel a Biokovón.

## Galéria
- A Sveti Jure